# Folliero (cognome)
Folliero è un cognome di lingua italiana.

## Varianti
Follera, Folleri, Follero, Follieri.

## Origine e diffusione
Cognome tipicamente meridionale, è presente prevalentemente nel napoletano.
Potrebbe derivare da un toponimo o dal latino fullo, "lavandaio". Potrebbe avere affinità con i cognomi Mondadori e Mondaini.

## Persone
- Emanuela Folliero – ex annunciatrice televisiva ex modella , attrice e conduttrice televisiva italiana
- Gabriella Folliero – cestista italiana
- Guglielmo Folliero de Luna – scrittore, autore teatrale, poeta e narratore italiano